# Karl Brunke (Mörder)

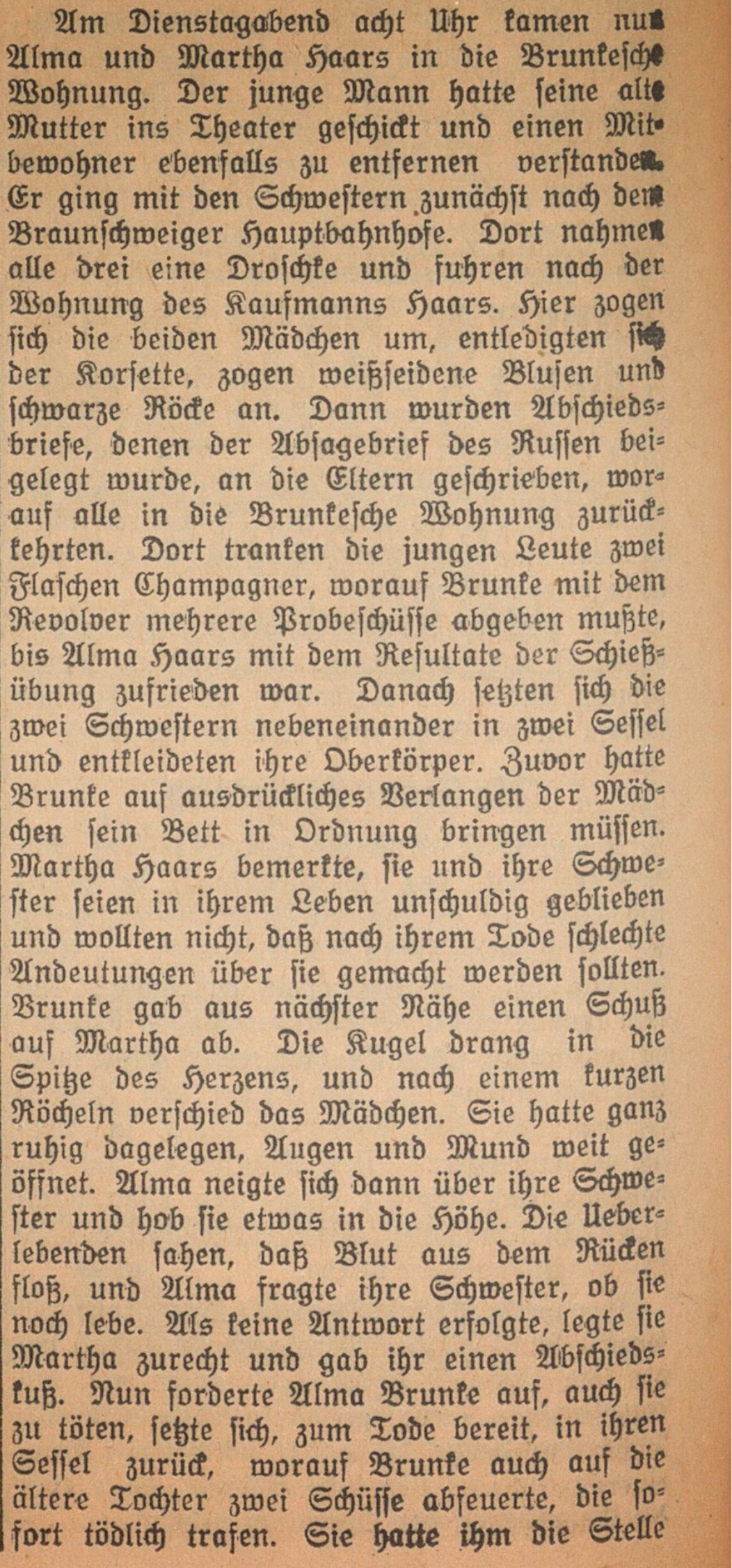
Die Salzburger Wacht über den Doppelmord (1926)

Karl Brunke (* 27. Juli 1887 in Braunschweig; † 1. August 1906 ebenda) war ein deutscher Mädchenmörder und die zentrale Figur eines Verbrechens im Jahr 1905, das wegen seiner psychologischen Verwicklungen in die Kriminalgeschichte einging. Brunke erschoss zwei junge Frauen auf deren Wunsch. Der Fall spielte in der kriminalpsychologischen Literatur des frühen 20. Jahrhunderts eine wichtige Rolle. Der Schriftsteller Thomas Brasch griff ihn in seinem 2001 erschienenen Text Mädchenmörder Brunke literarisch auf.

## Leben
Von Brunke sind nur wenige biografische Informationen bekannt. Er wurde 1887 in Braunschweig geboren, sein Vater war Schlosser. Nach der Oberschule, die er mit der Obersekunda abbrach, trat er am 4. Juli 1904 eine Lehre im Braunschweiger Bankhaus Spanjer-Herford an. Eine Bewerbung bei der Kaiserlichen Marine zuvor war wegen seiner „schwächlichen Natur“ abgelehnt worden. Karl Brunke las philosophische Werke wie Immanuel Kants Kritik der reinen Vernunft, spielte Klavier und schrieb Bühnenstücke, die er an mehrere Theater schickte, die jedoch nie aufgeführt wurden.

## Die Schwestern
Im Frühjahr 1905 reagierte er auf eine Zeitungsannonce des Braunschweiger Kaufmanns Haars, der für seine beiden Töchter Alma und Martha Haars einen Klavierlehrer suchte. Brunke war am Klavierunterricht nicht interessiert, ging aber auf das Angebot ein, weil er sich Kontakt zu Frauen davon versprach, wie er später im Strafprozess aussagte. Honorar für die Stunden erhielt er nicht. Im Gerichtsverfahren gab Brunke an, er sei in seiner Kindheit von einem Erwachsenen sexuell missbraucht worden, habe als Jugendlicher zahlreiche sexuelle Begegnungen mit gleichaltrigen Mädchen unterhalten und sein „ausschweifendes Leben“ mit kleinen Unterschlagungen und Diebstählen finanziert. Die Töchter des Kaufmanns seien jedoch, wie er sehr bald einsah, „vollständig unschuldige, anständige Mädchen“ gewesen, „bei denen ein unzüchtiger Verkehr ausgeschlossen war.“
Martha Haars hatte einen Verlobten in Russland, der ihr in einem Brief mitteilte, dass sein Vater einer Eheschließung nicht zustimmen würde. In ihrer Verzweiflung wandte sie sich an Karl Brunke, ihr eine Überdosis Morphium zu beschaffen. Als das nicht gelang, bat sie ihn, sie zu erschießen. Zur gleichen Zeit teilte Brunke der jüngeren Schwester Alma seine eigene Verzweiflung mit, überall abgelehnt und nicht als Schriftsteller anerkannt zu werden. Alma bot daraufhin an, dass sich alle drei umbringen sollten, sie sei als Mitbetroffene dabei. Martha gab Karl Brunke 40 Mark, um eine Pistole zu kaufen.

## Tathergang
Mitte Oktober 1905 sollte der letzte Abend der drei sein. Sie gingen zusammen aus, sahen sich eine Vorstellung im Varieté an, tranken Wein und waren so guter Dinge, dass sie das Vorhaben abbliesen und sich für den 17. Oktober 1905 verabredeten, um nun wirklich aus dem Leben zu scheiden. Die beiden jungen Frauen kleideten sich im Haus ihrer Eltern um, zogen weiße Seidenblusen und schwarze Röcke an, schrieben Abschiedsbriefe und legten den Brief des russischen Geliebten bei. Brunke schickte seine Mutter, mit der er zusammenlebte, ins Theater. Dann kamen Martha und Alma Haars in seine Wohnung in der Monumentstraße 1 in Braunschweig. Sie bestanden darauf, dass Karl einige Probeschüsse abgab und das Bett machte, um jeglichen Verdacht auf ein Sexualverbrechen abzuwenden. Die Frauen zogen ihre Blusen aus und nahmen auf zwei Sesseln gegenüber Karl Brunke Platz. Zuerst schoss er mit dem amerikanischen Revolver aus nächster Nähe in Marthas Herz; sie starb sofort. Alma legte die Schwester aufs Bett, gab ihr einen Abschiedskuss, zeigte auf die Stelle ihres eigenen Herzens und forderte Brunke zum Schuss auf. Brunke schoss zweimal, auch Alma starb sofort.
Karl Brunke war so entsetzt über das Verbrechen und das viele Blut, dass er das Haus verließ und die ganze Nacht in der Stadt herumirrte. Am nächsten Morgen stellte er sich der Polizei.

## Strafprozess
Der Strafprozess begann am 21. März 1906 an der ersten Strafkammer des Landgerichts Braunschweig. Dabei spielte die Zurechnungsfähigkeit des Angeklagten eine zentrale Rolle. Es wurden, für die damalige Zeit unüblich, mehrere psychiatrische Gutachten erstellt, die ihn übereinstimmend zwar „degeneriert und minderwertig“, jedoch weder „geisteschwach noch geisteskrank“ einstuften. Seine Intelligenz sei „vollständig genügend, das Gefühlsleben jedoch defekt“. Martha Haars schätzte die Kriminalpsychologin Helene Friederike Stelzner als „pathologisch“ ein, Alma sei der Suggestion der älteren Schwester verfallen.

„Ganz anders liegt die Sache bei Brunke. Er ist ein ziemlich uninteressanter Typus des männlichen Hysterikers: eitel, verlogen, feig, selbstgefällig und willenlos. Seine Willenlosigkeit treibt ihn zu Lastern, die seinem ästhetischen Empfinden abstoßend erscheinen mußten; sie wird weiter repräsentiert durch seine starke Suggestibilität. Das induzierte Irresein ist ja schließlich nichts anderes als eine Suggestivwirkung, deren Stärke um so größer sein muß, je weniger die suggerierte Idee den Charakter des Natürlichen und Wahrscheinlichen hat, und je weniger die zu suggerierende Person Urteilskraft und Willen hat.“

Brunke wurde wegen Diebstahls in 20 Fällen und wegen Tötung zu acht Jahren Gefängnis verurteilt. Er erhängte sich am 1. August 1906 in seiner Zelle.